# Federazione pallavolistica della Groenlandia
La Federazione groenlandese di pallavolo (in danese Kalaallit Nunaanni Volleyballertartut Kattuffiat, KVK) è un'organizzazione fondata per governare la pratica della pallavolo in Groenlandia.
Organizza il campionato maschile e femminile, e pone sotto la propria egida la selezione maschile e femminile.
Ha aderito alla FIVB nel 1955.